# 2018-as barbadosi választások
| 2018-es barbadosi választások                                                                | 2018-es barbadosi választások                                                                |
| 2013-as‎ ‎ ‎ ‎ ‎ ‎ ‎ ‎ ‎ ‎ ‎ ‎ ‎ ‎ ‎ ‎ ‎ ‎ ‎ ‎ ‎ ‎ ‎ ‎ ‎ ‎ ‎ ‎ ‎ ‎ ‎ ‎ ‎ ‎ ‎ ‎ ‎ ‎ ‎ ‎ ‎ ‎ ‎ ‎ ‎ ‎ ‎ ‎ ‎ ‎ ‎ ‎ ‎ ‎ ‎ ‎ ‎ ‎ ‎ ‎ ‎ ‎ ‎ ‎ ‎ ‎ ‎ ‎ ‎ ‎ ‎ ‎ ‎ ‎ ‎ ‎ ‎ ‎ 2022-es | 2013-as‎ ‎ ‎ ‎ ‎ ‎ ‎ ‎ ‎ ‎ ‎ ‎ ‎ ‎ ‎ ‎ ‎ ‎ ‎ ‎ ‎ ‎ ‎ ‎ ‎ ‎ ‎ ‎ ‎ ‎ ‎ ‎ ‎ ‎ ‎ ‎ ‎ ‎ ‎ ‎ ‎ ‎ ‎ ‎ ‎ ‎ ‎ ‎ ‎ ‎ ‎ ‎ ‎ ‎ ‎ ‎ ‎ ‎ ‎ ‎ ‎ ‎ ‎ ‎ ‎ ‎ ‎ ‎ ‎ ‎ ‎ ‎ ‎ ‎ ‎ ‎ ‎ ‎ 2022-es |
| -------------------------------------------------------------------------------------------- | -------------------------------------------------------------------------------------------- |
| Barbados                                                                                     |                                                                                              |
| 2018. május 24.                                                                              |                                                                                              |
| Összesen 30 mandátuma képviselőházban 16 mandátum a többségért                               |                                                                                              |
| Részvételi arány:                                                                            | 59.56%                                                                                       |
|                                                                                              |                                                                                              |
| Párt színe:                                                                                  | \| \|                                                                                        |
| Vezető:                                                                                      | Mia Mottley                                                                                  |
| Párt:                                                                                        | BLP                                                                                          |
| Utolsó választás:                                                                            | 73.47% 30 mandátum                                                                           |
| Megnyert mandátum(ok):                                                                       | 30 mandátum                                                                                  |
| Szavazatok                                                                                   | 112,955                                                                                      |
|                                                                                              |                                                                                              |

2018. május 24-én választásokat tartottak Barbadoson .  Az eredmény elsöprő győzelem volt az ellenzéki Barbadosi Munkáspárt (BLP) számára, amely mind a 30 helyet megszerezte a képviselőházban,  aminek eredményeként Mia Mottley, a BLP vezetője lett az ország első női miniszterelnöke . A BLP győzelme volt az első alkalom, hogy egy párt minden helyet megnyert a képviselőházban. Korábban a legegyoldalúbb eredmény egy barbadosi választáson 1999- ben volt, amikor a BLP a 28 helyből 26-ot szerzett meg. A BLP 73,5 százalékos szavazati aránya egyben a valaha feljegyzett legmagasabb volt.
A Freundel Stuart vezette kormányzó Demokratikus Munkáspárt (DLP) elvesztette mind a 16 mandátumát,  ami egy hivatalban lévő kormány legsúlyosabb veresége volt Barbados történelmében. A DLP szavazataránya több mint a felére csökkent az előző, 2013-as választásokhoz képest, és csak egy jelöltjük kapta a szavazatok több mint 40 százalékát. Stuart saját választókerületében vereséget szenvedett, mindössze a szavazatok 26,7 százalékát kapta,  amivel másodszor veszítette el a helyét egy hivatalban lévő miniszterelnök. A függetlenség óta ez volt az első alkalom, hogy a hagyományosan DLP által támogatott St. John választókerületét a BLP nyerte meg. 
A választási győzelmet elsősorban a DLP gazdaságpolitikai szerepvállalása motiválta a hatalmon töltött évtizede alatt. A kormánynak a 2008-as pénzügyi válság következményei miatt számos hitelminősítési leminősítéssel kellett megküzdenie. A BLP bírálta a DLP-t az emelkedő adók és a csökkenő életszínvonal miatt, és számos infrastrukturális fejlesztést ígért megválasztása esetén. 

## Választási rendszer
A Képviselőház 30 tagját egyéni választókerületekben , elsőbbségi szavazással választották meg. 

## Jelöltek
Rekordszámú, kilenc politikai párt 134 jelöltje indult a választásokon. A kisebb pártok közül négy az „Egyesült Pártok Koalíciója” zászlaja alatt választotta ki közösen a küzdelmet. 

## Eredmények
| Párt                          | Szavazatok | %     | Mandátumok |
| ----------------------------- | ---------- | ----- | ---------- |
| Barbadosi Munkáspárt          | 112,955    | 73.47 | 30         |
| Demokrata Munkáspárt          | 33,551     | 21.82 | 0          |
| Megoldás Párt Barbados        | 3,772      | 2.45  | 0          |
| Haladás Szövetsége            | 1,913      | 1.24  | 0          |
| Barbadosi Integritás Mozgalom | 340        | 0.22  | 0          |
| Szabad Bajan Párt             | 107        | 0.07  | 0          |
| Népi Demokratikus Kongresszus | 55         | 0.04  | 0          |
| Barbadosi Királyság           | 26         | 0.02  | 0          |
| Progressziv Konzervatív Párt  | 10         | 0.01  | 0          |
| Függetlenek                   | 1,009      | 0.66  | 0          |
| Teljes                        | 153,738    | 100   | 30         |
| Szabályos szavazatok          | 153,738    | 99.70 |            |
| Szabálytalan/üres szavazatok  | 455        | 0.30  |            |
| Forrás: Barbadosi Parlament   |            |       |            |

## Utóhatás
Egy héttel a választások után Joseph Atherley, St. Michael West parlamenti képviselője a demokráciával kapcsolatos aggályaira hivatkozva a képviselőház egyetlen ellenzéki képviselője lett.  Később az ellenzék vezetőjévé nevezték ki.  Eredetileg függetlenként ült a parlamentben, majd megalapította saját pártját, a Néppártot a Demokráciáért és Fejlődésért . 

## Fordítás
Ez a szócikk részben vagy egészben  a(z)   2018 Barbadian general election című angol Wikipédia-szócikk ezen változatának fordításán alapul.  Az eredeti cikk szerkesztőit annak laptörténete sorolja fel. Ez a jelzés csupán a megfogalmazás eredetét és a szerzői jogokat jelzi, nem szolgál a cikkben szereplő információk forrásmegjelöléseként.

## Referenciák
1. ↑  Barbados Election Centre Archiválva 2019. szeptember 12-i dátummal a Wayback Machine-ben. Caribbean Elections
2. 1 2  Report on 2018 election Archiválva 2019. szeptember 12-i dátummal a Wayback Machine-ben. at Caribbean Elections
3. ↑  Barbados Election Centre | Constituency of St. John. www.caribbeanelections.com. (Hozzáférés: 2022. július 27.)
4. ↑  Barbados General Election Candidates 2018. Caribbean Elections. (Hozzáférés: 2020. november 21.)
5. ↑  Barbadosi Parlament. (Hozzáférés: 2025. július 25.)
6. ↑  George. „Grenada has an official opposition”, Caribbean News Global, 2020. május 25. (Hozzáférés: 2021. június 26.) „In 2018, two CARICOM Member States, Grenada and Barbados held general elections with the same electoral results, whereby, one political party won all the seats contested. Grenada’s prime minister Dr Keith Mitchell led the New National Party (NNP) retained power in a clean sweep over the New Democratic Congress Party (NDC) while the opposition party Barbados Labour Party (BLP) defeated the Freundel Stuart led Democratic Labour Party government (DLP) in the same clean sweep fashion. However, soon after the BLP was sworn into office, one of its elected members of parliament crossed the floor and become the opposition leader. Recently, in Grenada an elected member of parliament crossed the floor and become the opposition leader.”
7. ↑  „Bishop Atherley now Leader of the Opposition”, The Barbados Advocate, 2018. június 2.
8. ↑  „Atherley defends move to start new party”, The Barbados Advocate, 2020. szeptember 7.